# Francisco Sanz Durán
Francisco Sanz Durán, més conegut com a Paco Sanz (Madrid, 29 de novembre de 1972) és un exfutbolista madrileny, que ocupava la posició de migcampista. És germà del també exfutbolista Fernando Sanz i fill de l'expresident del Reial Madrid, Lorenzo Sanz.

## Trajectòria
Es va formar a les categories inferiors del Reial Madrid, tot jugant dues campanyes en l'equip B amb certa regularitat. Junt al seu germà, va ser cedit a la Unión Española de Xile la temporada 94/95. Tot i ser convocat i aparèixer en alguns amistosos, no va arribar a debutar en lliga amb el primer equip madridista.
La temporada 95/96 recala cedit al Reial Oviedo, on només va aparèixer en set partits, la majoria com a suplent. A la següent va passar al Racing de Santander, on no va jugar cap minut, i entre el 1997 i el 2000 feu cap al RCD Mallorca, disputant tan sols un partit de lliga estos tres anys i algun encontre de Copa del Rei. Posteriorment, va jugar uns mesos al New York MetroStars abans de penjar les botes.
El 2005 va ser nomenat president del Granada CF.